# 日本—委內瑞拉關係
日本—委内瑞拉关系（西班牙語：Relaciones Japón-Venezuela）是日本与委内瑞拉之间的国际关系。1938年两国建立正式外交关系。然而，委内瑞拉在第二次世界大战中站在同盟国一边，因此于1941年12月日本袭击珍珠港后不久与包括日本在内的轴心国断绝关系。在1951年旧金山和平条约簽署后，兩國外交关系于1952年恢复。
1998年，委内瑞拉总统查韦斯对日本进行了为期三天的访问。他还在2009年对日本进行了为期两天的访问，并会见了時任日本首相麻生太郎。